# Michael Fisker
Michael Fisker (født 22. august 1989) er en tidligere dansk fodboldspiller, der spillede som angriber for Kolding FC og Vejle Boldklub i Viasat Divisionen.
Fisker blev hentet til Vejle som ynglingespiller og efter at være topscorer på ynglingeholdet, skrev han i maj 2007 som 17-årig kontrakt som førsteholdsspiller. Han opnåede kampe for Vejle, men blev i maj 2008 skadet, og måtte i august 2008 lade sig operere for en skadet menisk og korsbånd, hvorefter han var ude i en længere periode. I august 2009 blev kontrakten i Vejle ophævet og Fisker skiftede til barndomsklubben Kolding FC, hvor han spillede en række kampe for førsteholdet.
I sommeren 2010 skiftede Fisker til 2. divisionsklubben Middelfart.